# Ойянедель, Абраам
Абраа́м Ойянеде́ль Урру́тия (исп. Abraham Oyanedel Urrutia; 25 мая 1874 — 28 января 1954) — чилийский юрист, занимал должность президента Чили в течение 82 дней в 1932 году.
Изучал право в Университете Чили в Сантьяго, а в 1897 году получил диплом юриста. В 1891 принимал участие в чилийской гражданской войны на стороне за армии Конгресса.
В 1927 году он был назначен членом Верховного суда Чили, впоследствии стал его председателем. 2 октября 1932, в связи с восстанием гарнизонов в Антофагасте и Консепсьоне, президент Бартоломе Бланш подал в отставку и передал власть власть Ойянеделю. Вся его деятельность на этом посту свелась к организации проведения всеобщих выборов, на которых победил Артуро Алессандри, которому Ойянедель передал полномочия на Рождество, 24 декабря 1932.